# 裴景修
裴景修（韓語：배경수），韓國電視劇導演。

## 作品列表

### 電視劇
- 2006年：KBS《家有七公主》
- 2008年：KBS《太陽的女子》
- 2012年：KBS《暴力羅曼史》
- 2014年：KBS《陽光滿溢》
- 2015年：KBS《Drama Special－紅月亮》

### 製作人作品
- 2005年：KBS《玫瑰色人生》
- 2007年：KBS《媳婦的全盛時代》
- 2008年：KBS《媽媽發怒了》

### 總製作人作品
- 2008年：KBS《單身爸爸戀愛中》
- 2009年：KBS《誘惑的人生》
- 2009年：KBS《夥伴們》
- 2010年：KBS《Drama Special－Rock Rock Rock》
- 2010年：KBS《謝謝你讓我歡笑》
- 2011年：KBS《荊棘鳥》
- 2012年：KBS《善良的男人》
- 2013年：KBS《最佳李純信》
- 2014年：KBS《陽光滿溢》
- 2014年：KBS《鋼鐵人》
- 2014年：KBS《Healer》
- 2016年：KBS《五個孩子》
- 2016年：KBS《太陽的後裔》
- 2016年：KBS《Master－麵條之神》
- 2016年：KBS《月桂樹西裝店的紳士們》
- 2017年：KBS《爸爸好奇怪》
- 2017年：KBS《推理的女王》

## 外部連結
- NAVER（页面存档备份，存于）